# Vest Stadil Fjord
Der Vest Stadil Fjord ist ein See in der dänischen Region Midtjylland, der sich 5–20 km nördlich der Stadt  Ringkøbing befindet. Das Gebiet wird von der dänischen Naturbehörde (Naturstyrelsen) verwaltet. Der See Vest Stadil Fjord war früher Teil eines großen Seenkomplexes nördlich des Ringkøbing Fjords. Im Jahr 1863 wurde das Gebiet eingedeicht und man senkte den Wasserstand auf 0,4 m unter dem Meeresspiegel ab. Der größte Teil des Gebiets wurde anschließend zu Wiesen und Schilf. Im Jahr 1954 wurde der Wasserstand um einen weiteren Meter gesenkt, sodass die meisten Gebiete komplett trockengelegt wurden. Bis in die 1990er Jahre war der nördliche Teil des Sees entwässert und wurde landwirtschaftlich kultiviert. Der Staat kaufte 1993 einen Großteil des Gebietes und renaturierte ihn bis zum Ende des Jahrzehnts. Das Gebiet ist sowohl Ramsar-Gebiet als auch Wildschutzgebiet.

## Vogelleben
Der Vest Stadil Fjord und die umliegenden Feuchtwiesen sind ein wichtiges Brutgebiet und Aufenthaltsgebiet für Zugvögel. Für die Kurzschnabelgans ist das Gebiet von internationaler Bedeutung, denn im Frühjahr und Herbst rasten hier bis zu 25.000 Vögel. Auch Weißwangengans und Graugans rasten hier. In ausgewählten Bereichen werden die Gänse gefüttert, um Schäden zu vermeiden. Im Schilfgürtel um den See brüten unter anderem Rohrweihe und Rohrdommel.